# Puma (бойова броньована машина)
Puma — сімейство італійських легких колісних бойових броньованих машин, яке охоплює Puma 6×6 та Puma 4×4. Машини були розроблені та вироблені консорціумом Iveco Fiat — OTO Melara для сухопутних військ Італії. Перші прототипи були вироблені в 1988 році, а до 1990 року було вироблено п'ять дослідних машин.
Варіант 4x4 може перевозити 3 солдатів та водія, варіант 6×6 може перевозити 6 солдатів та водія.

## Історія

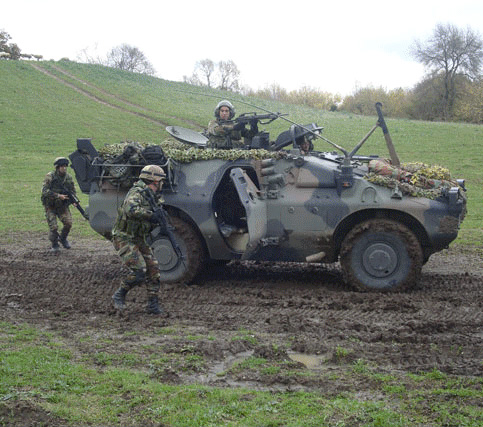
Puma 4×4 сухопутних військ Італії

Спочатку Puma передбачалася як доповнення до колісного винищувача танків Centauro B1, що перебуває на озброєнні кавалерійських полків італійської армії, але сьогодні більшість піхотних полків сухопутних військ Італії також оснащені машинами Puma.
Вісім кавалерійських полків і два полки спеціальних операцій оснащені загалом 330 автомобілями Puma 4×4.
250 машин Puma 6×6 перебувають на озброєнні лагунного полку «Серенісіма» італійської армії, бригади парашутистів «Фольгоре», 66-го десантно-штурмового полку та полків Альпійських стрільців.
В італійській армії варіант 4×4 перевозить двох солдатів, окрім водія та навідника, і використовується парами для розвідки на полі бою. Варіант 6×6 перевозить чотирьох солдатів, а також водія та навідника, а разом з іншою Puma 6×6 може перевозити цілий італійський піхотний загін із восьми осіб.
Наприкінці 1999 року італійська армія замовила 580 автомобілів Puma, 250 у конфігурації 6×6 і 330 автомобілів 4×4. Перші машини були виготовлені в середині 2003 року.
У 2007 році італійська армія замовила 19 12,7-мм кулеметних установок дистанційного керування Hitrole в OTO Melara та планує доповнити машину додатковою бронею.
У березні 2013 року Італія передала 20 своїх автомобілів Puma 4×4 Лівійській національній армії, щоб протистояти загрозам тероризму та підтвердити дружні зв'язки з колишньою колонією.

## Оператори

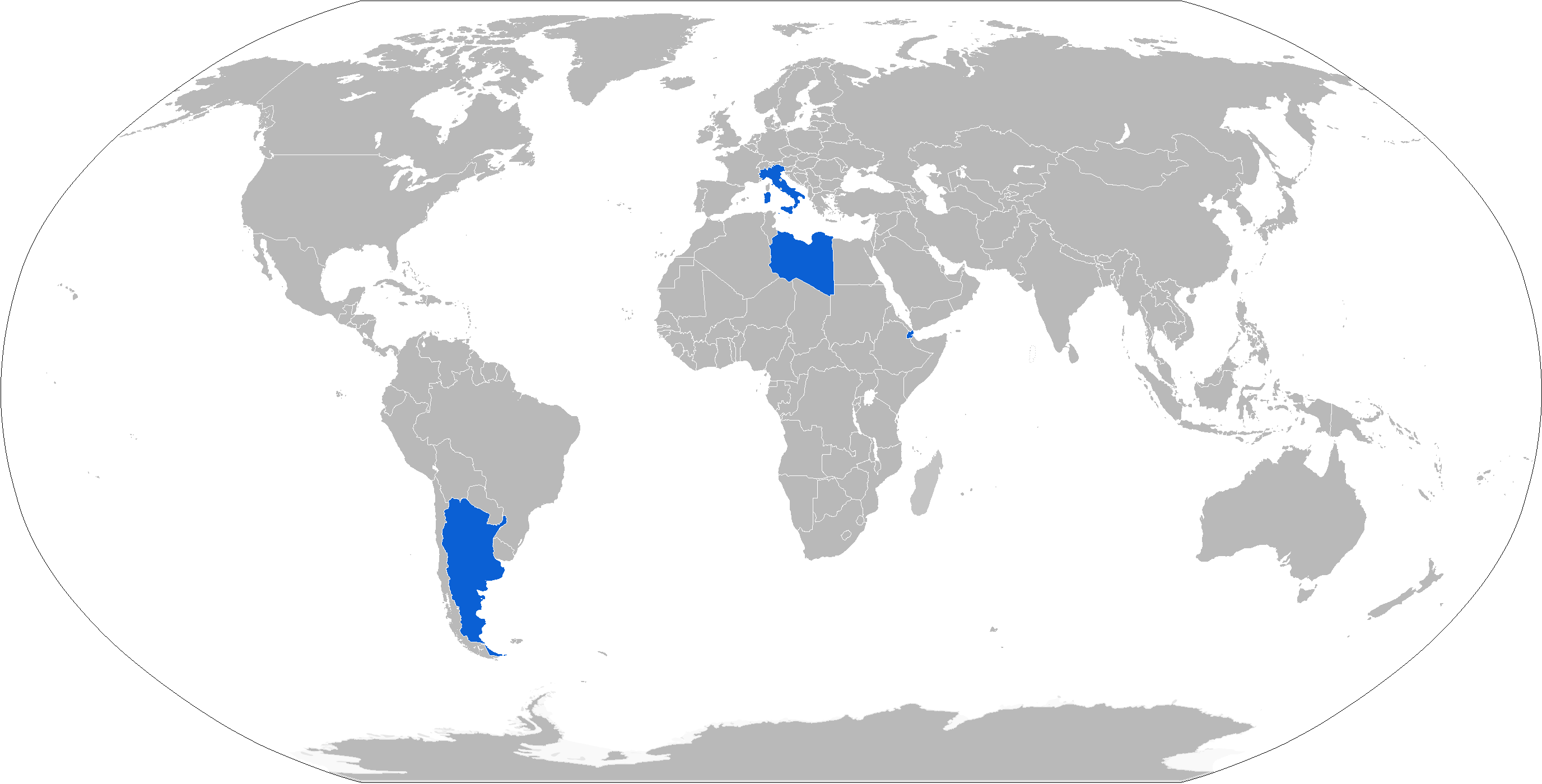
Оператори Puma позначені на мапі синім кольором

- Сухопутні війська Аргентини — 2 машини для підготовки миротворців на Кампо-де-Майо[en][4]
- Джибуті — 14 машин Puma 4x4, подарованих Італією[5]
- Сухопутні війська Італії
- Лівійська національна армія — 20 машин Puma 4×4, подарованих італійською армією[6]
- Сухопутні війська Пакистану[en] — 79 машин Puma 6x6 продано з італійських складів
- Збройні сили України — невідому кількість машин надано в рамках МТД для відбиття російського вторгнення.[7]